# Baoshan-Bambustexte
Die sogenannten Baoshan-Bambustexte (chinesisch 包山楚简, Pinyin Baoshan Chujian – „Chuzeitlichen Bambustäfelchen aus Baoshan“) wurden 1987 im Ortsteil Baoshan, Dorf Wangchang (王场村) der Großgemeinde Shilipu (十里铺镇), Kreis Shayang (沙洋县) der bezirksfreien Stadt Jingmen, Provinz Hubei, China, entdeckt. Es handelt sich um einen der größten Textfunde aus der Chu-Zeit und um einen für die chinesische Paläographie überaus bedeutenden Fund aus dieser Zeit. Sie stammen aus einem freigelegten Grab, dessen Inhaber Shao Tuo 316 v. Chr. verstarb.
In ihrer Bedeutung sind sie mit den Funden von Guodian aus dem Jahr 1993 vergleichbar. Sie sorgten dafür, dass die Geschichte der chinesischen Schrift neu geschrieben werden musste. Aufsehenerregend waren darunter die Funde mit Aufzeichnungen von Divination und Opfern für den Grabherren.

## Ausgabe
- Hubei sheng Jingsha tielu kaogudi (Hrsg.): Baoshan Chujian. Beijing: Wenwu Chubanshe 1991